# Gonzalo Argiñano Elezkano
Gonzalo Argiñano Elezkano (Lemoa, 12 d'agost de 1962) és un exfutbolista basc, que ocupava la posició de defensa.

## Trajectòria esportiva
Debuta en primera divisió de la mà del Reial Valladolid, tot sent titular amb 32 partits. Mantíndria el seu lloc a l'onze inicial les dues següents campanyes, fins que el 1990 fitxa pel Real Burgos. A l'altre equip castellà disputa 20 partits de la temporada 90/91, però la següent queda en blanc i no juga cap minut.
L'estiu de 1992 recala a la UE Lleida, amb qui aconsegueix pujar a la màxima categoria. A primera, Gonzalo és titular, tot jugant 35 partits. El Lleida perd la categoria i el defensa basc acompanya als lleidatans un altre any a segona categoria.
La temporada 95/96 jugaria amb l'Hèrcules CF, sumant 33 partits en la temporada de l'ascens a Primera dels alacantins. A la campanya següent, el de Lemona no contínua al País Valencià i marxa a l'Albacete Balompié.